# Manu Attri
Manu Attri (* 31. Dezember 1992) ist ein indischer Badmintonspieler. 

## Karriere
Manu Attri nahm 2010 an den Badminton-Juniorenweltmeisterschaften teil. Schon ein Jahr später siegte er im Herrendoppel bei den Kenya International und bei den Mauritius International. Bei den nationalen Titelkämpfen wurde er 2011 Zweiter im Herrendoppel. Es folgten Starts bei der China Open Super Series 2012, Hong Kong Super Series 2012 und der India Super Series 2012. 2012 wurde er erstmals nationaler Meister, wobei er im Doppel mit B. Sumeeth Reddy erfolgreich war.